# Zehntstadel (Hart)

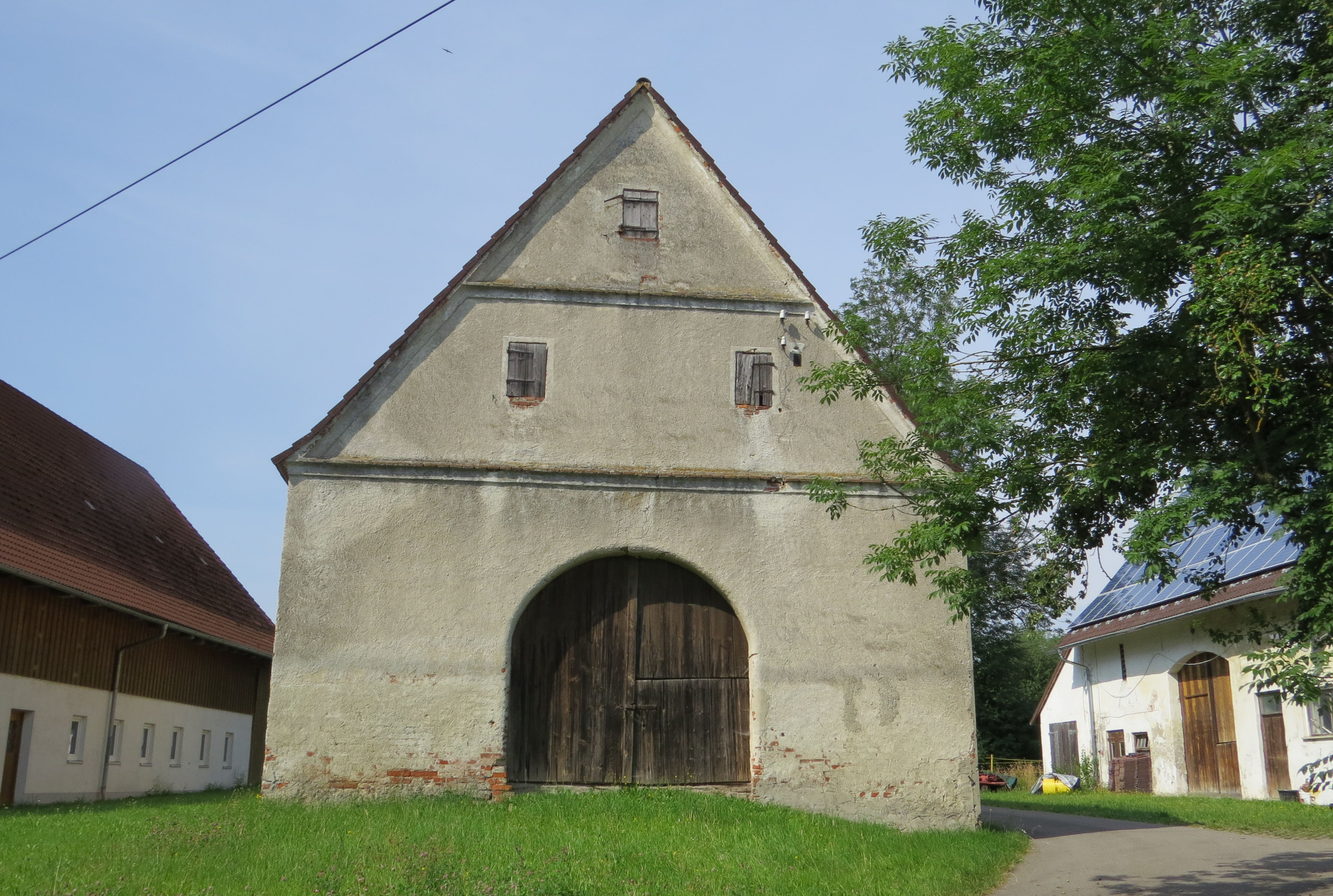
Der Zehntstadel von Hart

Der Zehntstadel im schwäbischen Hart, einem Ortsteil von Memmingen, ist ein unter Denkmalschutz stehendes Gebäude. Es diente ursprünglich zur Lagerung des Kirchenzehnts, bevor er in die ehemals freie Reichsstadt Memmingen verbracht wurde. Das Gebäude ist heute in Privatbesitz und dient als Scheune.
Das Haus ist ein eingeschossiger Satteldachbau aus dem 18. Jahrhundert. Er ist an der Giebelseite durch zwei Gesimse gegliedert. Drei kleinere Öffnungen, davon zwei im ersten Dachgeschoss und eine im Spitzgiebel, sind mit Bretterverschlägen verschlossen. Die Einfahrt ist rundbogig. An der Westseite befindet sich ein Pultvordach.